# Tarchetius
Tarchetius (altgriechisch Ταρχέτιος Tarchetios) war ein mythischer König von Alba Longa.
Üblicherweise galten Romulus und Remus, die sagenhaften Gründer Roms, als Enkel von König Numitor. Promathion, Verfasser einer Geschichte Italiens, überlieferte jedoch eine abweichende Version, die vielleicht aus dem 6. Jahrhundert v. Chr. stammt:
Aus dem Herd des Tarchetius erhob sich ein Phallus. Ein etruskisches Orakel gab ihm den Rat, eine Jungfrau mit dem Phallus verkehren zu lassen, dann werde sie einen ruhmreichen Sohn gebären. Tarchetius befahl einer seiner Töchter, dem Phallus beizuwohnen, doch sie schickte stattdessen eine Dienerin, die schwanger wurde. Als Tarchetius davon erfuhr, wollte er beide Frauen töten lassen, doch die Göttin Vesta verbot es ihm in einem Traum. Nachdem die Dienerin die Zwillinge Romulus und Remus geboren hatte, befahl Tarchetius einem gewissen Teratius, die Kinder zu töten. Teratius setzte sie bei einem Fluss aus, wo sie von einer Wölfin gesäugt und von einem Hirten gerettet und aufgezogen wurden. Als sie herangewachsen waren, erhoben sie sich gegen Tarchetius und besiegten ihn.